# 永和駅
永和駅（えいわえき）は、愛知県愛西市大野町郷西（ごうにし）にある、東海旅客鉄道（JR東海）関西本線の駅である。駅番号はCJ04。
運行形態の詳細は「関西線 (名古屋地区)」を参照。

## 歴史
駅名は開設当時の「永和村」（のち佐屋町を経て、現在の愛西市）に因んだものである。

### 年表
- 1927年（昭和2年）6月1日：鉄道省関西本線の蟹江 - 弥富間に善太信号場（ぜんたしんごうじょう）として開設[1]。
- 1929年（昭和4年）2月1日：駅に昇格、永和駅として開業[3]。一般駅。
- 1959年（昭和34年）10月15日：貨物の取扱いを廃止[1]。
- 1984年（昭和59年）2月1日：荷物の取扱いを廃止[1]。
- 1987年（昭和62年）4月1日：国鉄分割民営化により、東海旅客鉄道（JR東海）の駅となる[1]。
- 1992年（平成4年）11月：JR全線きっぷうりば営業開始。
- 2006年（平成18年）11月25日：ICカード「TOICA」の利用が可能となる。
- 2021年（令和3年）
  - 1月31日：JR全線きっぷうりばの営業を終了[4]。
  - 2月1日：集中旅客サービスシステム（現・お客様サポートサービス）の使用開始に伴い終日無人化[4][2]。

## 駅構造
相対式ホーム2面2線を持ち交換設備を有する地上駅。駅舎側（構内南側）の1番線が下り本線、構内北側の2番線が上り本線となっており、その間に貨物列車待避用で非電化の中線がある。互いのホームは屋根の無い跨線橋で連絡している。
お客様サポートサービスに対応した無人駅（桑名駅管轄）である。駅舎内部には自動券売機と扉の無い自動改札機が設置されている。

### のりば
| 番線 | 路線        | 方向 | 行先             |
| ---- | ----------- | ---- | ---------------- |
| 1    | CJ 関西本線 | 下り | 四日市・松阪方面 |
| 2    | CJ 関西本線 | 上り | 名古屋方面       |

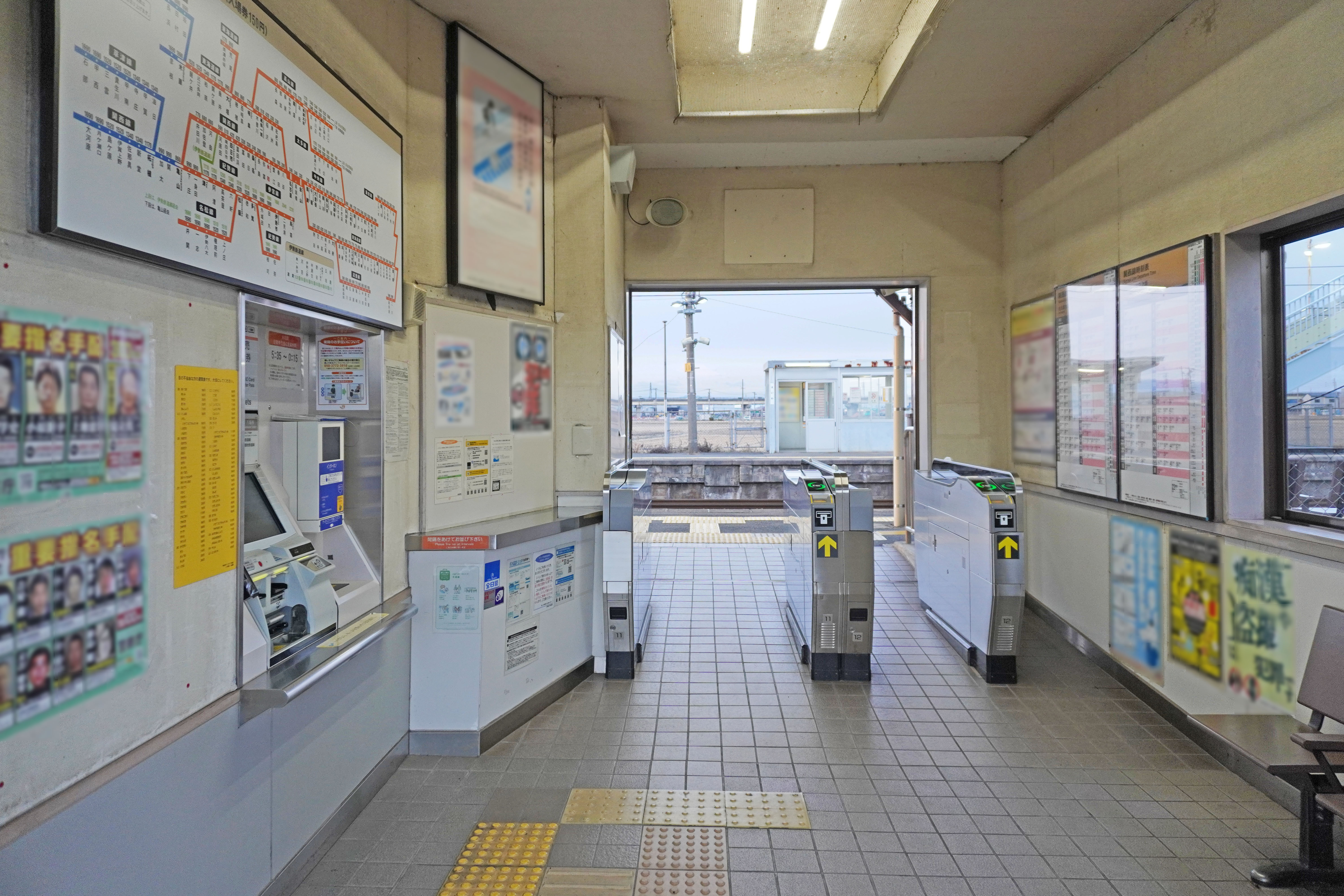
改札口（2023年1月）
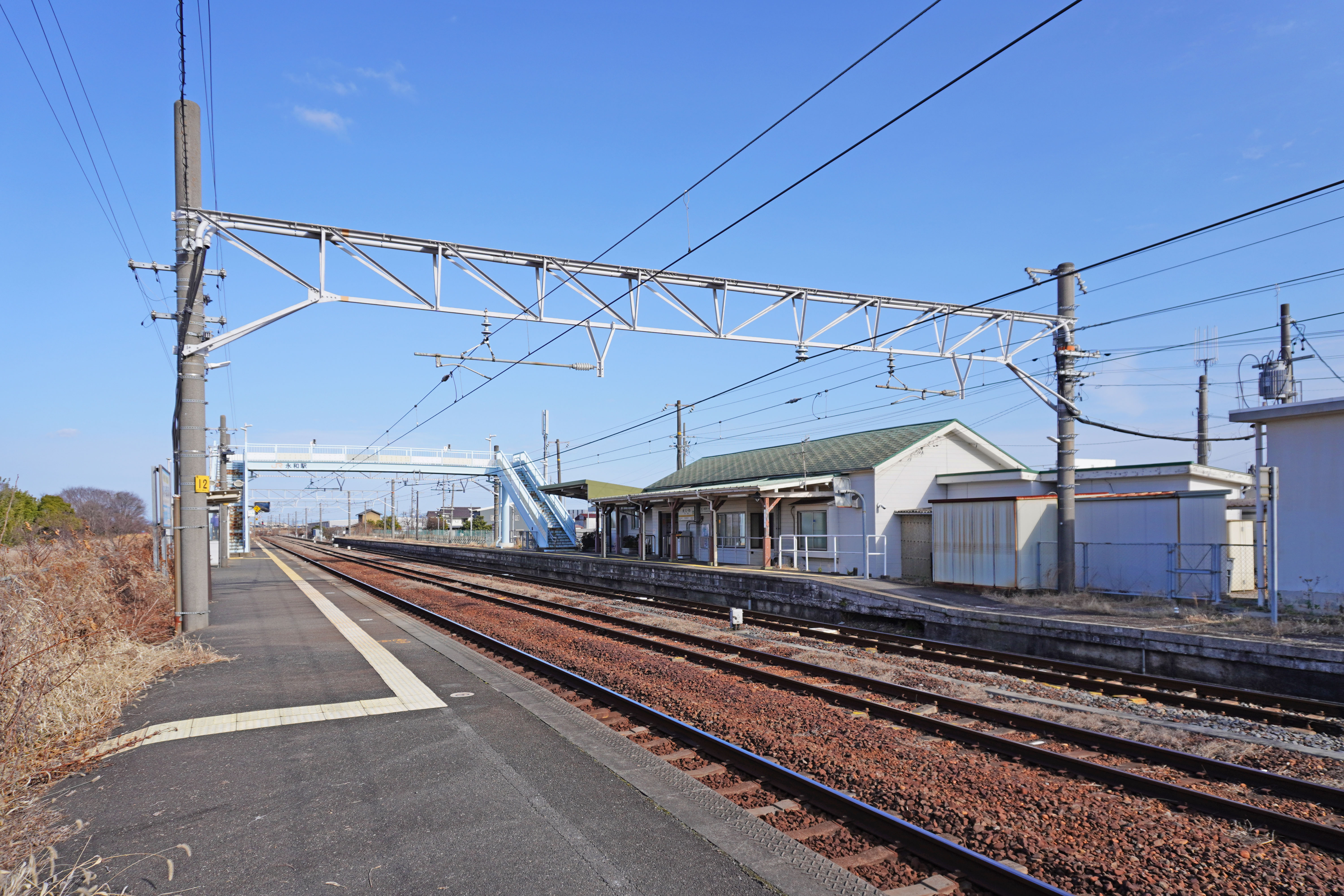
ホーム（2023年1月）
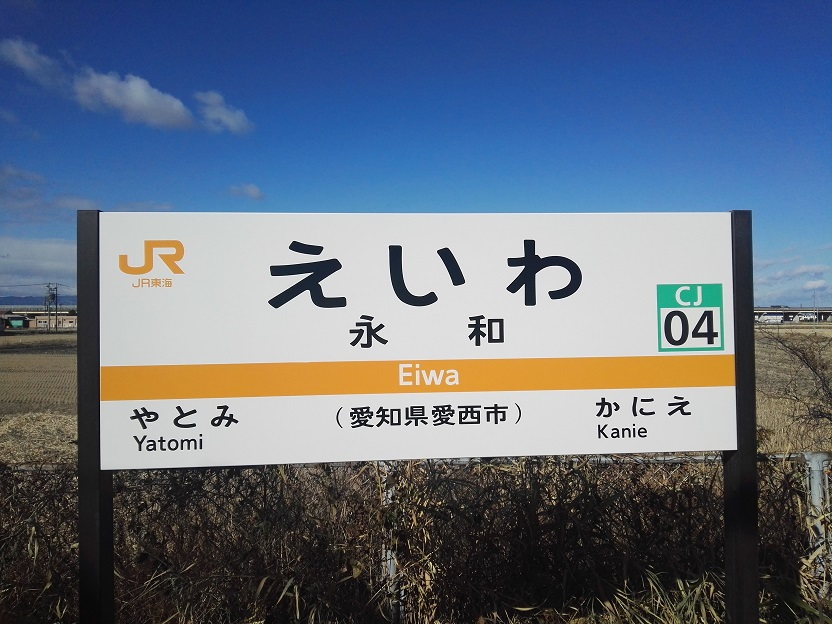
駅名標（2019年1月）

## 利用状況
愛西市の統計によると、1日の平均乗降人員は以下の通りである。
- 2002年 - 2,032人
- 2003年 - 2,066人
- 2004年 - 2,080人
- 2005年 - 2,152人
- 2006年 - 2,092人
- 2007年 - 2,108人
- 2008年 - 2,116人
- 2009年 - 2,222人
- 2010年 - 2,282人
- 2011年 - 2,280人
- 2012年 - 2,294人
- 2013年 - 2,344人
- 2014年 - 2,344人
- 2015年 - 2,354人
- 2016年 - 2,324人
- 2017年 - 2,384人
- 2018年 - 2,384人
- 2019年 - 2,562人
- 2020年 - 2,064人
- 2021年 - 2,118人
- 2022年 - 2,314人
- 2023年 - 2,516人

## 駅周辺
周辺は田園地帯である。また津島市との境界にも近い。
- 永和郵便局
- 近鉄名古屋線 富吉駅 - 南へ徒歩で15分程度。
- 名古屋工業高校永和台分校
- 愛西市立永和小学校
- 尾張温泉

## バス路線
愛西市巡回バス
- 佐屋東ルート：1日6便、日曜日・祝日・年末年始（12月28日～1月4日）は運休

津島市ふれあいバス
- Bコース（神島田コース）：津島駅行き
  - 便数は1日4便となっている。日曜と年末年始（12月29日 - 翌年1月3日）は運休する（祝日は運行）。
  - 2020年（令和2年）9月までは当駅にバス停はなく、当駅から北西に600メートルの愛知県道114号線上に「永和駅北口」停留所が設置されていた。

## 隣の駅
東海旅客鉄道（JR東海）
CJ 関西本線
■快速「みえ」・■快速・■区間快速
通過
■普通
蟹江駅 (CJ03) - 永和駅 (CJ04) - （白鳥信号場） - 弥富駅 (CJ05)